# RCS Košice
La Rail Cargo Slovakia Košice, conosciuta anche come RCS Košice, è una squadra di calcio a 5 slovacca con sede a Košice.

## Storia
Come Trade Trans Rail Košice è stato campione di Slovacchia nel 1995 e nel 1998; inoltre ha vinto una coppa nazionale nel 2000-2001. Il cambio di denominazione del 2003 non ha portato molta fortuna inizialmente alla Rail Cargo Slovakia, che è tornata a vincere il campionato solamente  nel 2009. La stagione seguente ha debuttato nel turno preliminare di Coppa UEFA, fallendo la qualificazione alla fase successiva.

## Rosa 2009-2010
| N. |                       | Ruolo | Calciatore        |
| -- | --------------------- | ----- | ----------------- |
| 1  | Slovacchia (bandiera) | G     | Peter Stiber      |
| 2  | Slovacchia (bandiera) | G     | Antonio Hernández |
| 3  | Slovacchia (bandiera) | G     | Juraj Giba        |
| 4  | Slovacchia (bandiera) | G     | Radoslav Clovecko |
| 5  | Slovacchia (bandiera) | G     | Tomas Gajdos      |
| 6  | Slovacchia (bandiera) | G     | Natus Kysavsky    |
| 7  | Slovacchia (bandiera) | G     | Lubomir Rusinko   |

| N. |                       | Ruolo | Calciatore      |
| -- | --------------------- | ----- | --------------- |
| 8  | Slovacchia (bandiera) | G     | Peter Kozár     |
| 9  | Slovacchia (bandiera) | G     | Daniel Jakab    |
| 10 | Slovacchia (bandiera) | G     | Peter Grutka    |
| 11 | Slovacchia (bandiera) | G     | Lubomir Madarik |
| 12 | Slovacchia (bandiera) | G     | Peter Serbin    |
| 13 | Slovacchia (bandiera) | G     | Anton Brunovsky |
| 17 | Slovacchia (bandiera) | G     | Erik Klema      |

## Palmarès
- Campionato slovacco: 3
1994-1995, 1997-1998, 2008-2009
- Coppa di Slovacchia: 1
2000-2001